# سامح سعد
سامح سعد عالم وأكاديمي مصري، هو أستاذ وباحث في الفيزياء الحيوية، والمدير المؤسس لمركز دراسات الشيخوخة بمدينة زويل للعلوم والتكنولوجيا، ومدير برنامج بيولوجيا الأورام بمستشفى 57357.
كان يشغل منصب أستاذ مساعد غير متفرغ بجامعة كاليفورنيا من عامي 2005 وحتى 2017، وهو عضو اللجنة القومية للكيمياء الحيوية والبيولوجيا الجزيئية منذ 2018، وعضو المكتب الفني للثقافة العلمية في العلوم والفنون والأداب بأكاديمية البحث العلمي والتكنولوجيا منذ 2020.
حصل على البكالوريوس في الكيمياء من كلية العلوم بجامعة عين شمس عام 1988، وأكمل درجة الماجستير في مجال الكيمياء الضوئية في عام 1994 في جامعة توهوكو اليابان والتي حصل منها على درجة الدكتوراة عام 1997.
عمل لسنوات طويلة على العديد من الأبحاث لابتكار علاجات مضادة للخلايا السرطانية وتقليل جرعات العلاج الكيماوي وبالتالي الحد من آثارها السلبية على مرضى السرطان، وهو أحد تلامذة العالم المصري الراحل أحمد زويل، وكرمته مصر في عام 2020 بحصوله على جائزة الدولة للتفوق في العلوم.

## حياته وتعليمه
نشأ في حي السيدة زينب بالقاهرة، حصل على درجة البكالوريوس في الكيمياء من كلية العلوم بجامعة عين شمس في عام 1988، وأكمل درجة الماجستير في مجال الكيمياء الضوئية في عام 1994 في جامعة توهوكو باليابان ثم تَلَى ذلك حصوله على درجة الدكتوراة في عام 1997.
بدأ حياته المهنية كباحث ومدرب ثم مدرس للكيمياء الفيزيائية بجامعة عين شمس، وفي عام 1998 شغل منصب زميل زائر ما بعد الدكتوراة في جامعة جرانز للتكنولوجيا في النمسا، ومن عام 2000 إلى عام 2005 تنقل بين مناصب مختلفة في جامعة واشنطن في سانت لويس، ومن عام 2000 إلى عام 2003 شغل منصب زميل ما بعد الدكتوراة في قسم الكيمياء.
في عام 2002 تم تعيينه محاضرًا وموجهًا ومساعد تدريس في الدورات الصيفية للكيمياء ثم التحق بقسم الأمراض العصبية كباحث مشارك ثم انضم إلى جامعة كاليفورنيا في سان دييجو، وفي عام 2005 وعمل علي كعالِم أبحاث مساعد لمدة ثلاث سنوات وعمل أيضًا محرر تنفيذي ومراجع منتظم لعشرات الدوريات الدولية المعروفة.
في عام 2012 عاد إلى مصر وقام بتأسيس مركز دراسات الشيخوخة وأستاذ الفيزياء الحيوية بمدينة زويل للعلوم والتكنولوجيا وشغل منصب المدير حتى عام 2017، ويشغل حالياً منصب رئيس وحدة بيولوجيا الأورام بمستشفى 57357.

## أبحاثه ومنشوراته العلمية
في بدايته كان يهتم بمجال بيولوجيا الجذور الحرة، وفي عام 2003 اكتشف خصائص استثنائية مضادة للأكسدة للفلورين من خلال التجارب المعملية والحية، وقد اعجبه أناقة وتعقيد الحبيبات الخيطية من خلال تحوُّل وظيفي لدراسة الدور الحاسم الذي تلعبه الميتوكوندريا في الشيخوخة والأمراض.
خلال عمله في قسم الطب وقسم التخدير في جامعة كاليفورنيا ساهم في عدة مشروعات في مجال وظيفة الميتوكوندريا وبيولوجيا الجذور الحرة والطب، أنتج خلال عمله أكثر من 50 بحث نُشر في عدة دوريات شهيرة من ضمنها دورية ساينس ودورية وقائع الأكاديمية الوطنية للعلوم، ودورية خلايا الشيخوخة ودورية التأشير المضاد للأكسدة والأكسدة والاختزال ودورية FASEB ودورية علوم الأعصاب ودورية علم بيولوجيا الجذور الحرة والطب.
له أكثر من 80 مشاركة في مؤتمرات دولية وورش عمل دولية ومحلية وله فصلين في كتب عالمية طبية، وكذلك أصبح محكم علمي للعشرات من مجلات البيولوجيا والطب حول العالم، ومحرر لأربعة مجلات علمية دولية بالإضافة ألي أربعة براءات اختراع دولية.

## تكريمه
في عام 2020 حصل على جائزة الدولة للتفوق في العلوم في مجال العلوم الأساسية، والتي أعلنها مجلس أكاديمية البحث العلمى والتكنولوجيا برئاسة الدكتور خالد عبد الغفار وزير التعليم العالى والبحث العلمى وقتها.
كما حصل أيضاً على العديد من التكريمات ومنها:
- الحصول علي جائزة التميز من ناحية معاملات التأثير للأبحاث المنشورة – مؤتمر الرياضيات والمعلومات – جامعة سوهاج.
- الانتخاب كعضو في مجلس إدارة الجمعية الفيزيولوجية والميتوكوندريا (مقرها النمسا).
- الحصول على عضوية جمعية علوم القلب الأمريكية عام 2009 وأيضاً عضوية جمعية علوم الأعصاب الأمريكية.
- الاختيار كقائد فصل اعداد القادة في العلوم الطبية بجامعة كاليفورنيا سان دييجو.
- الاختيار ضمن قادة المستقبل العلميين بجامعة كاليفورنيا سان دييجو.
- الحصول على جائزة التوظيف الأكاديمي – معهد الصحة الأمريكي –المعهد الأمريكي القومي للشيخوخة.[13]

## حياته الشخصية
ولد لأسرة تضم 9 أشقاء، ويعد سامح سعد الشقيق الأكبر لكلاً من الممثل عمرو سعد والمغني أحمد سعد.